# Праздник (рассказ)
«Праздник» (англ. «Festival»), или «Фестиваль», — рассказ американского писателя Говарда Филлипса Лавкрафта, написанный в октябре 1923 года. Впервые был опубликован в выпуске журнала Weird Tales за январь 1925 года. В рассказе описан портовый город Кингспорт.

## Сюжет
Демоны заставляют людей поверить в то, чего в действительности не существует.
Неназванный рассказчик спешит в город Кингспорт в канун Рождества. В прошлом здесь занимались колдовством его предки. Они наказали блюсти родовой обычай и раз в сто лет справлять первобытный ритуал Йоль (англ. Yuletide). Кингспорт выглядит старомодным, устаревшим на века и не подает признаков жизни. Улицы безлюдны, не видно проводов и путей, не слышно ни звука. Рассказчик идет по Бэк-стрит, через Круговой двор, мостовую, рынок, и выходит к дому родственников на Грин-Лейн. Дверь открывает немой старик, чье лицо скрывает маска, а руки перчатки. Старик пишет витиеватое приветствие пером по восковой табличке. Дом обставлен мебелью XVII века, камин не горит, за прялкой сидит старуха.
В 11 часов они втроем примыкают к шествию фигур в плащах, которые бесшумно вытекают из домов и идут по извилистым, крутым аллеям (Crazy alley) к церкви на холме. На снегу не остаются следы, рядом видны надгробья не отбрасывающие тень и призрачные провалы. Сектанты входят в храм, освещенный жуткой фосфоресценцией и спускаются в люк в полу, следуя мимо склепов, гробниц, по глубокому спуску винтовой лестницы. Сложенные из сочащихся влагой каменных блоков тоннели образуют сеть нечестивых катакомб, что ведут в Недра Земли, будто в неведомые глубины тьмы и провалы тайн ночи (Shaft of nighted mystery). Кингспорт столь стар, что его червивые недра источают подземное зло.
Сектанты входят в огромную пещеру «Внутреннего мира» (Inner world), будто в Эреб. Землю поросшую поганками озаряет столп нечестивого пламени, не отбрасывающий тень, несущий холод, липкость смерти и разложения. Берег омывает маслянистая река, что струится из бездны и черных заливов извечного океана. Старик начинает обряд солнцестояния и читает «Некрономикон», а во мраке дудит бесформенный флейтист. Рассказчик ощущает страх межзвёздных расстояний, когда из тоннеля, будто из Тартарских лиг, прилетает стая крылатых гибридов: не то вороны, не то вампиры. Сектанты седлают их и улетают в Галереи паники (Galleries of panic). Рассказчик отказывается лететь. Тогда старик говорит, что является отцом основателем Культа Йоль и показывает часы с их фамильным гербом, что носил его пра-пра-пра-пра-прадед в 1698 году. Якобы имеется распоряжение, в соответствии с которым, он должен вернуться и свершить уготованные ему таинства. Оказывается, что у старика нет головы под маской. Рассказчик в панике бежит от этих Внутренних ужасов Земли и ныряет в вязкую реку, что ведет в морские пещеры.

Рассказчик приходит в себя в больнице Централ Хилл (Central Hill). Кингспорт имеет другой, современный вид. Врачи сообщают, что его вытащили из вод гавани, куда он упал со скалы Оранжевого мыса (Orange Point). Позже его перевели в больницу Святой Марии, в Аркхем, где он смог прочесть отрывок из «Некрономикона»:
Нижние из пещер подземных недоступны глазу смотрящего, ибо чудеса их непостижимы и устрашающие. Проклята земля, где мертвые мысли оживают в новых причудливых воплощениях. Порочен разум, пребывающий вне головы, его носящей. Великую мудрость изрек Ибн Шакабао: блаженна та могила, где нет колдуна, блажен тот город, чьи колдуны лежат во прахе. Ибо древнее поверье гласит, что душа, проданная диаволу, из глины и жира его, питает и научает самого червя грызущего, пока сквозь тлен и разложение не пробьется новая чудовищная жизнь, и немые падальщики (Dull scavengers) из воска земли не наберутся силы, чтобы извести раздувшееся чудовище. Огромные ходы тайно проделываются там, где хватило бы обычных пор земных, и там рождённые ползать научаются ходить.

## Персонажи

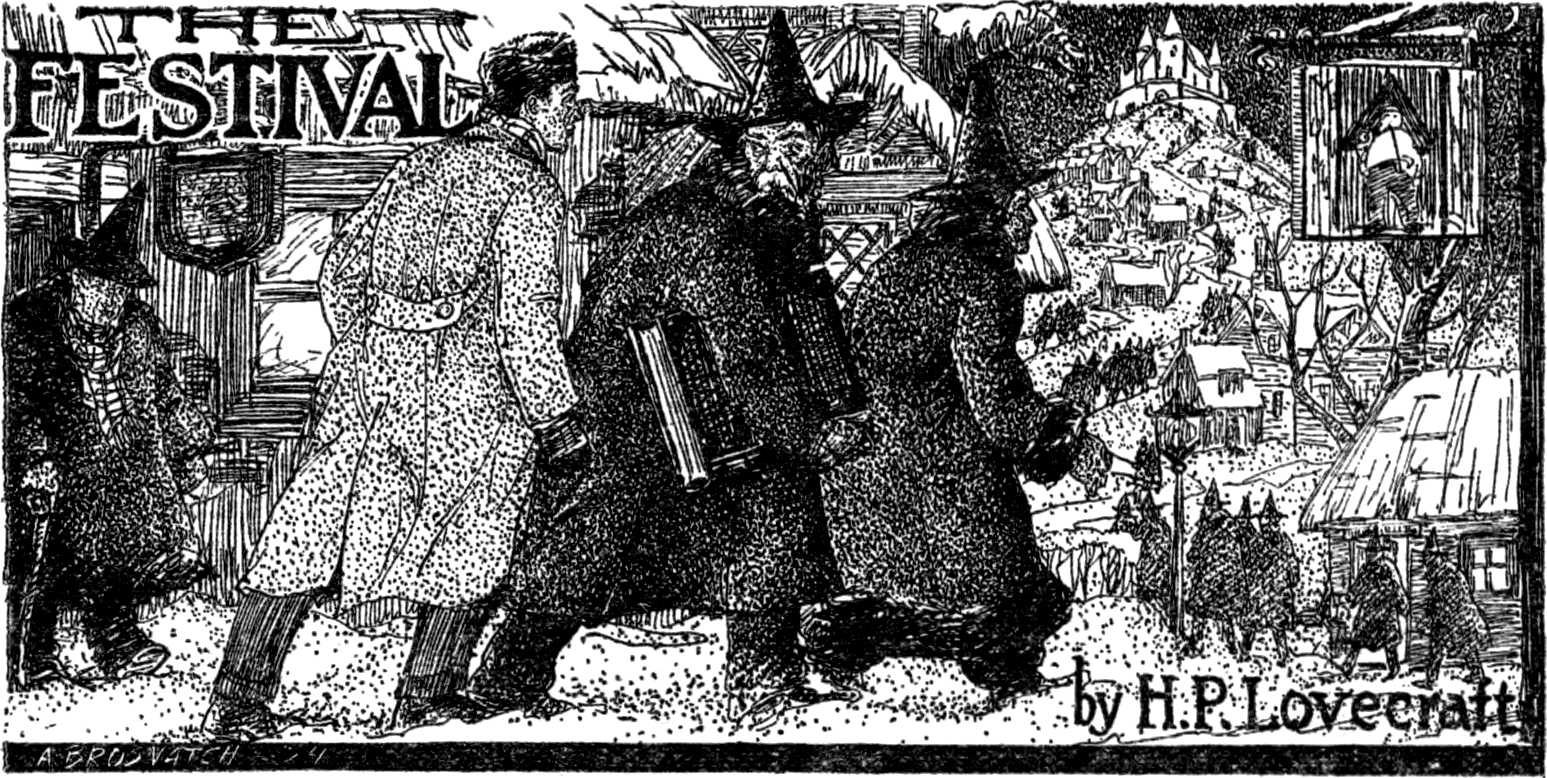
«Праздник» в «Weird Tales» vol 05 no. 01

- Рассказчик — путешественник, чье имя не называется, слышал зов мертвых предков, одержим духом предка. Единственный, кто в эту ночь вернулся в старинный рыбацкий поселок. В Кингспорте он никогда не был, но часто грезил о нём. Он не был уроженцем Новой Англии и жил в старинном Аркхеме. В 1692 году в Кингспорте повесили по обвинению в колдовстве четверо его предков — это похоже на случаи Охоты на ведьм или Процесс над Самлемскими ведьмами.
- Старик (англ. Old man) — некромант, прадед рассказчика, жил в 7 доме на Грин-лэйн, основал Культ Йоль. В начале молчал, как немой. Одет в домашний халат, шлепанцы и перчатки, писал пером по восковой табличке в старинном стиле. Лицо скрывала белая, как воск, маска, а глаза его сияли. Лавкрафт часто описывает колдунов со сверкающими глазами. В доме жило некое животное, вероятно, фамильяр.
- Старуха (Old woman) — согбенная старуха в широком платье и огромной шляпе с полями, молча и энергично пряла в доме, ковыляла прихрамывая.
- Абдул Альхазред (Abdul Alhazred) — мистик, автор ужасного «Некрономикона». В этом рассказе впервые упоминается перевод Олауса Вормиуса. Кларк Эштон Смит в рассказе «Возвращение чародея» упоминает «Некрономикон» в переводе Олауса Вормиуса.
- Ибн Шакабао (Ibn Schacabao) — мистик, упоминается в «Некрономиконе». Возможно, это тайное имя, которое получают колдуны на шабаше. Ибн Шакабао упоминается в романе «Случай Чарльза Декстера Варда»: он является автором древней мистической книги, где описано заклинание для призыва Йог-Сотота.
- Крылатые гибридные твари (Hybrid winged things) — крылатые гибриды, прилетели на мелодию флейты из Тартарских лиг. Вероятно, они похожи на Гарпий в представлении Лавкрафта.

Бесшумно хлопали в ритм крыльями орды ручных, дрессированных гибридов. Это были не совсем вороны, кроты, канюки, муравьи, летучие мыши-вампиры или разложившиеся существа; Но кое-что я не могу и не должен вспоминать. Они медленно и неуклюже передвигались, частично на своих перепончатых лапах, а частично с помощью перепончатых крыльев. 

## Вдохновение
В «Энциклопедии Лавкрафта» говорится, что Лавкрафт описывает вымышленный Кингспорт, находясь под впечатлением от поездки в Марблхэд, штат Массачусетс, в декабре 1922 года, о чём он писал:
Это была самая сильная одиночная, эмоциональная кульминация, возникшая за мои почти 40 лет жизни. В мгновение ока все прошлое Новой Англии, старой Англии, англо-саксонского и западного мира охватило меня и отождествило с колоссальной совокупностью образов, которые не являлись ранее и больше никогда после этого.
Путь рассказчика через Кингспорт соответствует маршруту к центру Марблхеда, где находится дом по адресу Магфорд-стрит 1. Небольшая епископальная Церковь Святого Михаила (англ. St. Michael’s Church) на Магфорд-стрит была построена в 1714 году и остается самой старой англиканской церковью в Новой Англии, что до сих пор стоит на своем изначальном месте. Церковь находится на холме и на протяжении 18-го века у неё был шпиль, который упоминается в рассказе. В церкви до сих пор есть склеп, где похоронены прихожане. Лавкрафт лично посещал церковь (о чём свидетельствует его подпись в гостевом реестре) и, возможно, он поговорил с настоятелем, и узнал некоторые подробности для написания рассказа.

Лавкрафт говорил, что находился под вдохновением от двух книг, которые он незадолго прочитал:
Намекая на чужеземную расу, я имел в виду дожившие до ныне некоторые кланы пре-арийских колдунов, сохранившие примитивные обряды, подобные тем, которые были у культа ведьм — про них я только что прочитал в «Культ ведьм в Западной Европе» Маргарет Мюррей.
Следовательно, рассказчик так описывает свой народ:
Народ мой был очень древним, уже 300 лет назад, когда пришел из южных опиумных стран, где цветут орхидеи. Это были темноволосые нелюдимые люди, говорившие на непонятном языке и лишь постепенно освоившие наречие местных голубоглазых рыбаков.
Идея «доарийского» наследства легла в основу «Роман Чёрной Печати» — вымышленной книги в новелле Артура Мэкена «Три самозванца» 1895 года. Новелла вдохновила Лавкрафта незадолго до написания рассказа и повлияла на развитие некоторых из его более поздних произведений, включая «Зов Ктулху» (1926), «Ужас Данвича» (1928) и «Шепчущий во тьме» (1930).
Эпиграф из «Lactantius», судя по всему, заимствован из древней копии «Magnalia Christi Americana» Коттона Мэзера
Фрагмент «Некрономикона», процитированный в финале, послужил источником вдохновения для одного из цикла произведений Брайана Ламли «Титус Кроу» и «Роющие недра», где фрагмент повторяется в тексте романа.
В готической литературе часто описывается Луна, Зов мертвых, церковь, заброшенные руины, вымышленные существа без головы, например, такие как голем.
Лавкрафт использует образы из Древнегреческой мифологии: восковая табличка; Эреб, Тартар; Маслянистая река — Ахерон или Стикс; Пучина — Сцилла; Галереи паники — уровни Аида; Крылатые гибридные твари — Гарпии, сторожащие души, попавших в Тартар; Аморфный флейтист — Сатир. В «Некрономиконе» описана Загробная жизнь, воскрешение мертвецов, а также червь, — как порождение зла; он подобен Евриному — демону в Аиде, пожирающему мясо умерших.
Мифология Древнего Египта часто служит фоном для «Лавкрафтовских ужасов», а также её использовал Эдгар По, последователем которого является сам Лавкрафт. В литературе Древнего Египта описан Меджед (англ. Medjed) — существо из Загробного мира, у которого глина вместо головы и сверкают молнии из глаз. В рассказе упоминаются Вифлеем, Вавилон, Мемфис.

## Критика
Сам Лавкрафт говорил, что не задумывался особенно при написании этого рассказа. Несмотря на это, Кларк Эштон Смит в письме от октября 1933 года писал: «Несмотря на ваше пренебрежение, „Праздник“ занимает особое место в моих чувствах и обладает творческими качествами, которые ставят его выше над всеми последними произведениями в Weird Tales».
С. Т. Джоши охарактеризовал «Праздник» как рассказ «значительного интереса» и заявил, что «историю можно считать виртуальной прозой из 3000 слов для устойчивой модуляции прозы».
Лин Картер, автор книги «Лавкрафт: взгляд за мифами Ктулху», назвал «Праздник» «первой историей о „Мифах Ктулху“, в которой используется окружение Кингспорта с привидениями и ведьмами». Он присваивает ему продвижение знаний из «Некрономикона» и сказал, что это «первый рассказ, где приводится длинная цитата из воображаемой книги, что рассказывает нам что-то о её истории (то есть, что Олаус Вормиус перевел её на латынь)».
С. Т. Джоши указывает на цитату из рассказа «Неименуемое» (написанный за месяц до «Праздник»), как первое произведение, где описывается старый район Аркхема. Джоши считает, что «рассказ „Праздник“ имеет ещё более тесные связи с „Мифами Ктулху“, чем „Неименуемое“, поскольку в нём упоминается страх межзвёздных расстояний».

## Культы и ритуалы
Лавкрафт обращается к темам колдовских практик и Загробной жизни. Йоль, — один из праздников Колеса года, когда проводится шабаш. Языческий ритуал Солнцестояния описывается в фольклоре как шабаш. Герой следует как зачарованный на Зов отцов в город, где прежде не был — что похоже на одержимость. Так, в рассказе «Склеп» герой следует на «Зов мертвых» и спит в гробу предка. Старик наказал правнуку вернуться через 100 лет и блюсти родовой обычай, и исполнить тайны. Старик уговаривает рассказчика отправится с ним — что похоже на похищение души. Безмолвные сектанты бесшумно двигаются, не отбрасывают тени, мягкие на ощупь — это черты нечистой силы. Лавкрафт основывается на широко распространенных в мифологии Европы легендах о колдунах, которые вызывают на шабаше чудовищ из Иного мира.
В финале строки «Некрономикона» описывают сведения о Загробной жизни, некромантах и демонах. Лавкрафт описывает старого некроманта, как нечто не человеческое. Лавкрафт сравнивает немого червя с немым стариком — некромантом. В готической литературе некроманты никогда полностью не умирают, а через время воскресают вновь. Воскрешение некроманта описано в рассказе «Пёс» и романе «Случай Чарльза Декстера Варда».
Созвездие Альдебаран упоминается в рассказе «Полярная звезда», где ещё нет четкого обоснования Страны снов — в той же характерной манере Лавкрафт упоминает здесь созвездие Альдебаран, Сириус и Орион; но они указывают, скорее, на Загробный мир, нежели Страну снов. Хотя, они связаны между собой. Музыка флейты и бездна в космосе указывают на Азатота, который создает миры при помощи музыки.

## Запретные книги
- «Некрономикон» Абдул Альхазреда в переводе Олауса Вермиуса.
- «Чудеса науки» Морристера (англ. Morryster’s Marvells of Science) — вымышленная книга в произведениях Амброса Бирса.
- «Торжествующий садуцизм» (лат. Saducimus Triumphatis) Джозефа Глэнвиля (1681).
- «Демонолатрия» (лат. Daemonolatreia) Ремигия (1595).

## «Страна Лавкрафта»
Лавкрафт придает окружению готические черты. Рассказчик постоянно упоминает черты города-призрака: улицы безлюдны, в окнах не горит свет, нет проводов и путей, кругом не слышно ни звука, в камине не горит огонь, на снегу не остаются следы, могилы не отбрасывают тень. Хотя Кингспорт впервые появился в рассказе «Страшный старик», но здесь приводится его полное описание:
В сумерках заснеженный Кингспорт казался огромным: с затейливыми флюгерами и шпилями, старомодными крышами и дымниками на печных трубах, причалами и мостками, деревьями и погостами; с бесчисленными лабиринтами улочек, узких, извилистых и крутых, сбегающих с высокого холма в центре города, увенчанного церковью; с невообразимой мешаниной домов колониального периода, разбросанных тут и там, громоздящихся под разными углами, на разных уровнях, словно кубики, раскиданные рукой младенца. Античность парила на серых крыльях над посеребренными морозом кровлями. Дома с остроконечной крышей и ромбовидными окнами строили до 1650 года 
Фраза «Античность парила на серых крыльях над посеребренными морозом кровлями» напоминает аналогичную в рассказе «Безымянный город». Лавкрафт описывает локацию как мертвеца: 
«На холме было кладбище, где виднелись черные надгробия. Они зловеще вырисовывались в темноте, словно наполовину истлевшие ногти гигантского мертвеца». 
Лавкрафт придает процессии черты осьминога, хотя, это название не встречается в рассказе (похожий прием встречается в рассказе «Затаившийся страх»):
Процессия двигалась потоком по извилистой сети дорог этого невообразимо древнего города. Фигуры в рясах бесшумно лились из каждой двери и образовывали жуткие колонны, которые шествовали по улицам; скользили через проходные дворы и церковные дворики; тянулись вверх и соединялись на верхушке холма, у большой белой церкви.

## Связи с другими произведениями
- В рассказе «Страшный старик» впервые упоминается Кингспорт.
- В рассказе «Безымянный город» раса рептилий основала культ под землей и прорубили тоннели в скале, а также упоминается Вавилон, и Мемфис.
- В рассказе «Герберт Уэст — реаниматор» упоминаются существа из «Нижнего мира».
- В рассказе «Затаившийся Страх» чудовища убивают семью особняке на холме, под которым находилась сеть подземных тоннелей.
- В рассказе «Крысы в стенах» похожими словами описаны тоннели в подземелье замка, что ведут в Недра Земли.
- В романе «Случай Чарльза Декстера Варда» упоминается «разоблачение безымянных обрядов в странной маленькой рыбацкой деревушке Кингспорт».
- В рассказе «История Некрономикона» упоминается перевод «Некрономикона» выполненный Олаус Вормиусом.
- В рассказе «Он» описаны крутые переулки, что ведут в Потусторонний мир Нью-Йорка.
- В рассказе «Зов Ктулху» упоминаются крылатые существа и тоннели в холме.
- Мотив нечеловеческой идентичности персонажа, скрытого за маской, появляется в произведениях: «Сомнамбулический поиск неведомого Кадата», «Шепчущий во тьме», «Врата серебряного ключа».
- «Недра Земли» или катакомбы описаны в произведениях: «Безымянный город», «Затаившийся страх», «Крысы в стенах», «Заброшенный дом», «Неименуемое», «Ужас в Ред Хуке» и «Случай Чарльза Декстера Варда».
- Крылатые существа описаны в произведениях: «Затаившийся Страх», «Крысы в стенах», «Неименуемое», «Заброшенный дом», «Ужас в Ред Хуке», «Зов Ктулху», «Сомнамбулический поиск неведомого Кадата», «Случай Чарльза Декстера Варда», «Очень старый народ» и «Шепчущий во тьме».
- Фраза «Темные скрытые люди из южных опиумных садов, где цветут орхидеи» упоминаются в рассказе «Селефаис» и повести «Сомнамбулический поиск неведомого Кадата».
- Фраза «Чары Восточных морей» намекает на рассказ «Белый корабль».

## Адаптации
«Праздник», «Данвичский ужас» и «Картина в доме» адаптировали в короткометражных фильмах, выпущенных Toei Animation в DVD сборнике «Ужас Данвича и другие рассказы Лавкрафта»